# Pearl Argyle
Pearl Argyle (7 de noviembre de 1910 – 29 de enero de 1947) fue una actriz y bailarina sudafricana. Durante su corta carrera figuró en papeles principales con compañías de ballet inglesas en la década de 1930 y más tarde apareció en musicales de teatro y películas.
Cuando se desató la guerra en Europa en 1939, Agryle y su familia se trasladó a los Estados Unidos, radicándose en Los Ángeles. A los 36 años, Argyle falleció a causa de una hemorragia cerebral. Sus restos descansan en el Forest Lawn Memorial Park en Glendale, California.

## Filmografía

### Cine
- 1940 - Nuit de décembre
- 1938 - Three Artists
- 1936 - Things to Come
- 1935 - Royal Cavalcade
- 1935 - Adventure Ltd.
- 1934 - Chu-Chin-Chow
- 1932 - That Night in London